# The Lazarus Project
Pour les articles homonymes, voir Lazarus Project.
Pour plus de détails, voir Fiche technique et Distribution.
The Lazarus Project ou Le projet Lazarus au Québec est un film américano-Canadien de John Patrick Glenn sorti en 2008.

## Synopsis
Cette histoire d'amour sur fond de thriller psychologique met en scène le combat d'un homme, dépouillé de tout ce qu'il aime, et des obstacles qu'il doit surmonter pour retrouver sa vie d'avant.

## Fiche technique
- Titre : The Lazarus Project
- Réalisation : John Patrick Glenn
- Scénario : John Patrick Glenn et Evan Astrowsky
- Musique : Brian Tyler
- Photographie : Jerzy Zielinski
- Montage : Fred Raskin et M. Scott Smith
- Production : David Hoberman, Todd Lieberman, Matt Milich et Travis Wright
- Société de production : Mandeville Films, Inferno Distribution, Be Good Productions et Scion Films
- Pays :  États-Unis,  Canada et  Royaume-Uni
- Genre : Drame, thriller
- Durée : 100 minutes
- Date de sortie : 
  - États-Unis : 21 octobre 2008 (DVD)

## Distribution
- Paul Walker (VF : Guillaume Lebon ; VQ : François Godin) : Ben Garvey
- Linda Cardellini (VF : Julie Turin ; VQ : Pascale Montreuil) : Julie
- Bob Gunton (VF : Michel Voletti ; VQ : Éric Gaudry) : Père Ezra
- Piper Perabo (VF : Marie Giraudon ; VQ : Julie Burroughs) : Lisa Garvey
- Malcolm Goodwin (VF : Jean-Michel Vaubien ; VQ : Alexandre Fortin) : Robbie
- Lambert Wilson (VF : lui-même ; VQ : Gilbert Lachance) : Avery
- Tony Curran (VF : Emmanuel Karsen ; VQ : Marc Bellier) : William Reeds
- Brooklynn Proulx (VF : Clara Quilichini) : Katie Garvey
- Ross McMillan (VF : Stéphane Bazin) : Dr James
- Mia Matsumiya : violoniste soliste